# Vallcarca metróállomás
Vallcarca egyike a Spanyolországban található barcelonai metró metróállomásainak.

## Nevezetességek az állomás közelében
- Güell park

## Metróvonalak
Az állomást az alábbi metróvonalak érintik:
- 3-as metróvonal

## Kapcsolódó állomások
Az állomáshoz az alábbi állomások vannak a legközelebb:
- Lesseps (Zona Universitària, 3-as metróvonal)
- Penitents (Trinitat Nova, 3-as metróvonal)